# Tradeshift
Tradeshift — датская  компания. Это коммерческая веб сеть, а также свободная платформа выставления счетов, которую основали Кристиан Ланг, Микель Хипи Брун и Герт Сильвест. Сеть была запущена в мае 2010 года и уже к февралю 2011 использовалась в более 150 странах. Проект привлек внимание многих Интернет СМИ, включая Wired и Financial Times. Конкурентами Tradeshift являются Ariba, OB10, Coupa и Maventa.com. В марте 2012 компания выпустила продукт, обрабатывающий счета и названный CloudScan, цель которого гарантировать, что покупателям не придется выполнять работу по обработке счетов.

## История
Все основатели пришли из государственного сектора Дании, где они создали первую глобальную инфраструктуру Р2Р для электронного бизнеса.  Этот проект был номинирован на приз Европейского электронного правительства в 2009. Кроме того основатели играли важную роль (Член Управляющего совета, Технический директор) в проекте Европейской Комиссии PEPPOL, целью которого стало содействие трансграничной электронной торговли внутри Европейского Союза.

## Команда
Проект Tradeshift привлек немало таких выдающихся личностей, как Мортен Лунд, который является  председателем Tradeshift, Джон Босак -  сооснаватель XML  и член консультативного комитета по техническим вопросам в Tradeshift, а также Мартен Микос, Штефан Гланцер и Клаус Ловгрин, которые выступили в роли бизнес-ангелов.

## Финансирование
В мае 2011 Tradeshift получили 7 миллионов долларов от Notion Capital. В октябре 2011 года компания получили 17 миллионов долларов от ru-Net, Kite Ventures (обе из которых московские инвестиционные компании), а также Notion Capital и, тем самым, она стала оцениваться в 137 миллионов долларов.